# La Chapelle-Saint-André
La Chapelle-Saint-André är en kommun i departementet Nièvre i regionen Bourgogne-Franche-Comté i de centrala delarna av Frankrike. Kommunen ligger i kantonen Varzy som tillhör arrondissementet Clamecy. År 2022 hade La Chapelle-Saint-André 305 invånare.
Den tyske bildkonstnären Edgar Jené bosatte sig här 1965, i en medeltida kvarnbyggnad, och stannade fram till sin död 1984.  

## Befolkningsutveckling
Antalet invånare i kommunen La Chapelle-Saint-André
| Referens: INSEE |